# 国際競技格闘連盟
国際競技格闘連盟（こくさいきょうぎかくとうれんめい、International Sport Combat Federation / ISCF）は、アメリカ合衆国の総合格闘技団体。キックボクシング団体「IKF」はISCFの姉妹団体である。

## 概要
国際競技格闘連盟は1999年5月に発足された。国際キックボクシング連盟の会長だったスティーブ・フォッサムが主導して設立した。

## ISCF MMAワールドクラシック
ISCF MMAワールドクラシックは2007年から2009年まで開催されたISCFが主催するアマチュア総合格闘技の世界選手権である。優勝者にはチャンピオンベルト、メダル、盾、表彰状が授与される。試合は八角形の金網（オクタゴン）で行われる。参加選手は男子のみで、オープン部門と初心者（ナヴィス）部門に分かれている。オープン部門は選手権参加前に3試合以上こなした選手向けで、初心者部門は選手権参加前に3試合かそれ以下の試合をこなした選手向けである。

## 認定王者
- アンドレ・フィリ
- クリス・カリアソ
- ジェイソン・"メイヘム"・ミラー
- シャノン・"ザ・キャノン"・リッチ
- ジョシュ・エメット
- ジョナサン・ウィーゾック
- ディン・トーマス
- デビッド・ミッチェル
- トラビス・フルトン
- マックス・グリフィン
- マット・ブラウン
- リカルド・ラマス